# Артилерія Середньовіччя

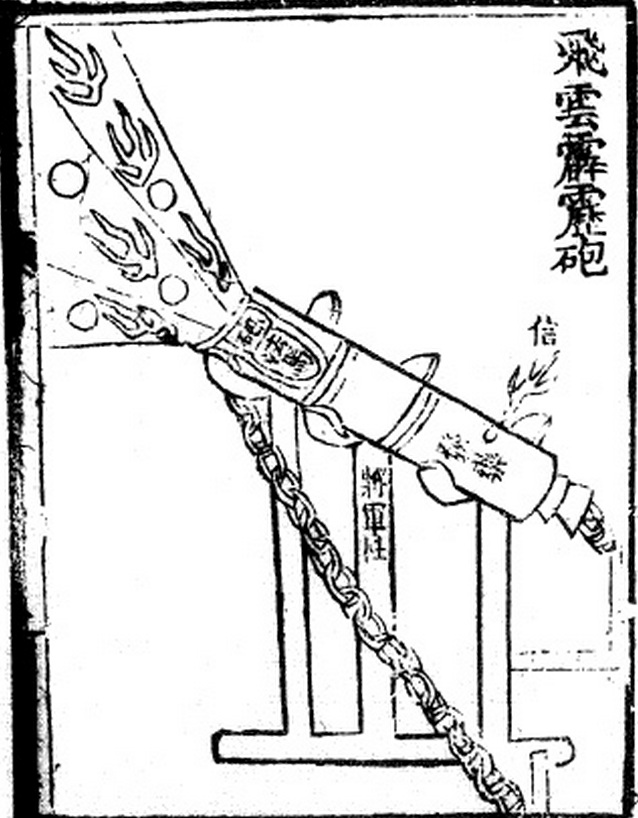
Зображення зброї під назвою «вивержувач» (eruptor), протогармати, 14 століття (династія Мін), в книзі Хулунцзін. Гармата могла стріляти протоснарядами, чавунними бомбами з порохом.

Артилерія Середньовіччя загалом складалася з гармат — великої трубчастої вогнепальної зброї, яка була розроблена для стрільби важкими снарядами на далекі відстані. Рушниці, бомби, ракети та гармати вперше були винайдені в Китаї за правління китайської династії Сун, а згодом ця зброя поширилася Європою та Середнім Сходом.
Хоча порох в Європі був відомий вже в високому середньовіччі, оскільки гармати та вибухові речовини використовували монголи та найняті ними китайці, під час монгольського завоювання Європи, європейські зразки гармат з'явилися лише в пізньому середньовіччі. Можливо, перші гармати були застосовані в Європі на Піренеях, під час християнських воєн проти мусульман в XIII столітті; найперші підтверджені джерелами згадки використання гармат на Середньому Сході, стосуються того ж часу. Перші англійські гармати з'явилися 1327 року і використовувалися під час Столітньої війни, коли у битві при Кресі було застосовано спрощені гармати, 1346-го. До кінця XIV століття, засвідчено використання гармат також в Польському та Шведському королівствах, Московському князівстві, Візантії та Османській імперії.
Перші  середньовічні гармати, були опуклими, вазо-подібними і використовувалися більше для психологічного впливу, ніж для ураження живої сили супротивника. Пізніші кулеврини, стали перехідним різновидом зброї — від ручної зброї до повноцінної гармати, та використовувалися як протипіхотна зброя. Протягом 15-го століття, гармати отримали потужний розвиток, бомбарди стали дієвою облоговою зброєю. Наприкінці цього періоду гармати витіснили всі види застарілої облогової зброї.
Далекобійність тодішніх гармат вирізнялася доволі високими показниками. Прямим наведенням вони могли бити на 700 метрів, а навісом — до 3 кілометрів. Наприклад, далекобійність найкращої турецької гармати угорського виробництва Базиліка, 1453 року досягала 2 км.
Латинізоване слово canon (звідси й староукраїнське канона) почали використовувати для позначення зброї 1326 року в Італії, а з 1418-го в Англії. Воно походить від лат. canna, що значить «очерет, тростина». Слово bombardum («бомбарда») було першим терміном, який застосовували для позначення гармат, але з 1430-го, його почали використовувати лише для позначення особливо великих гармат.

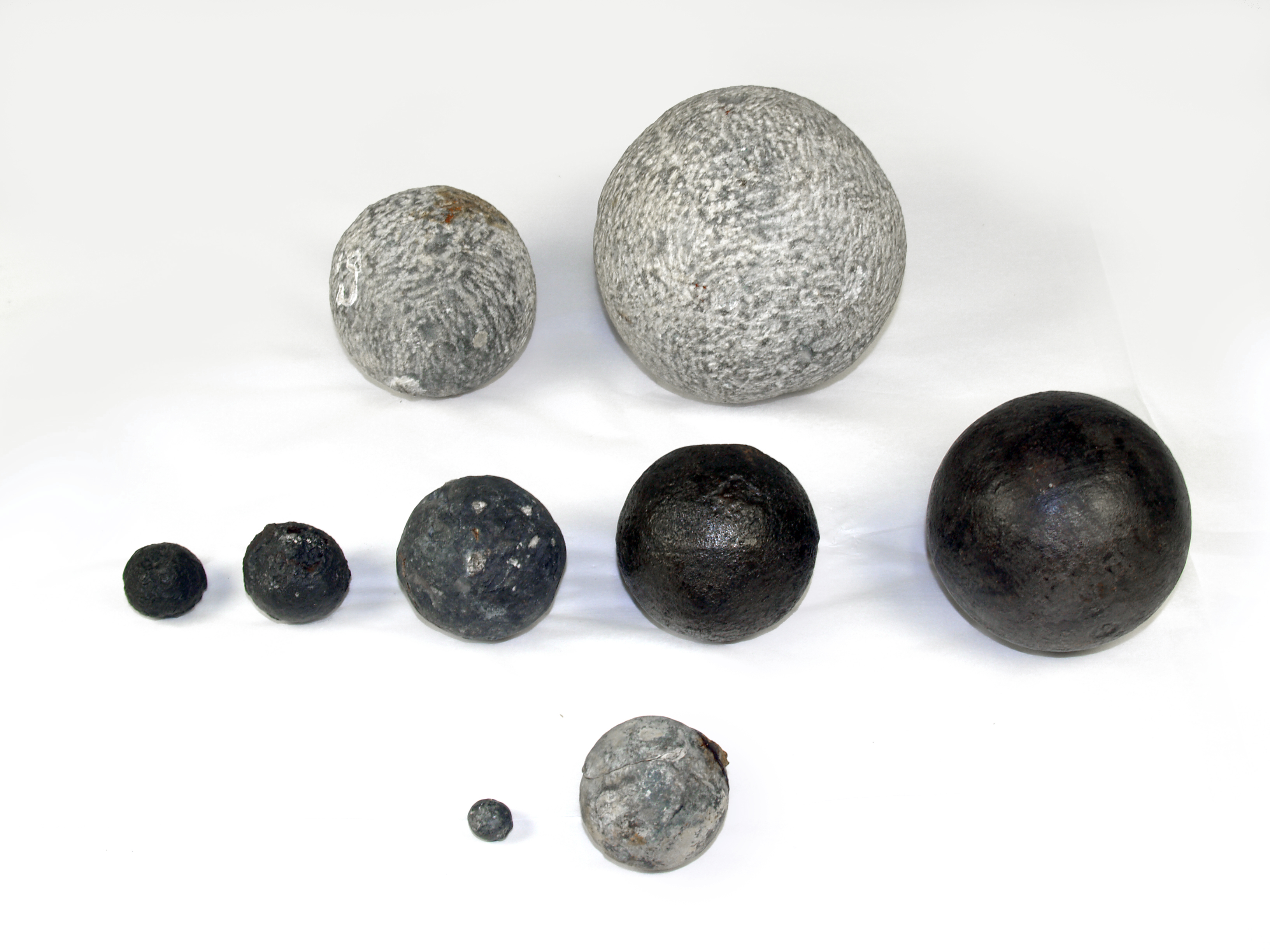
Гарматні ядра з корабля Mary Rose.

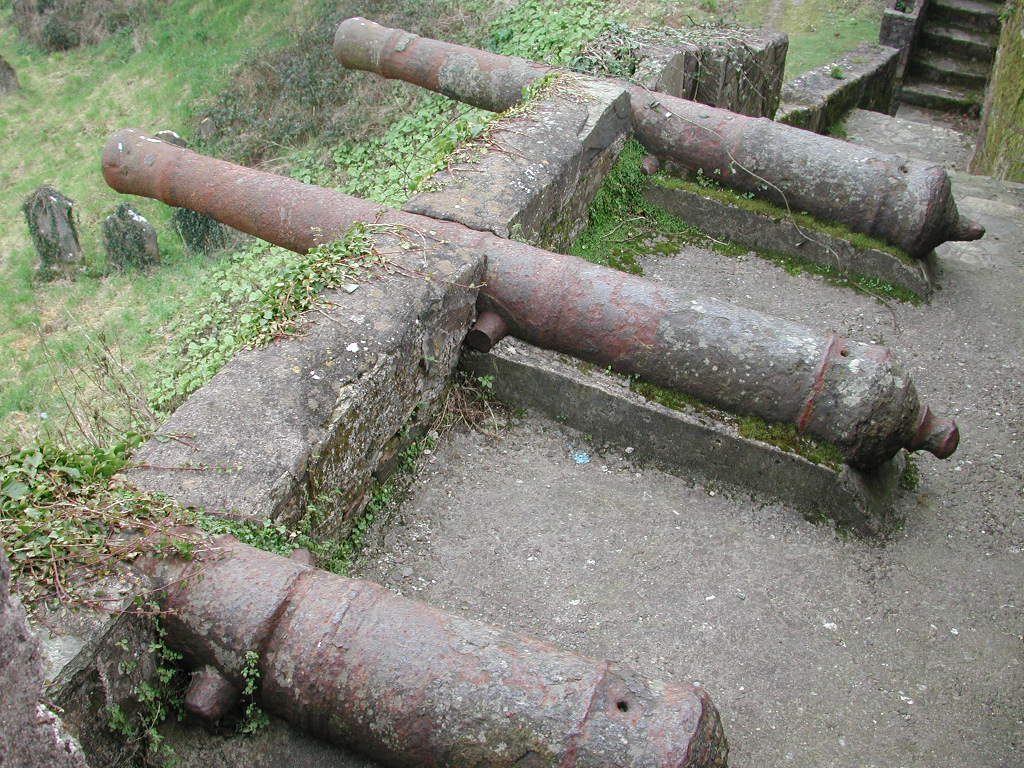
Гармати середньовічного міста

## Раннє використання в Китаї та Східній Азії

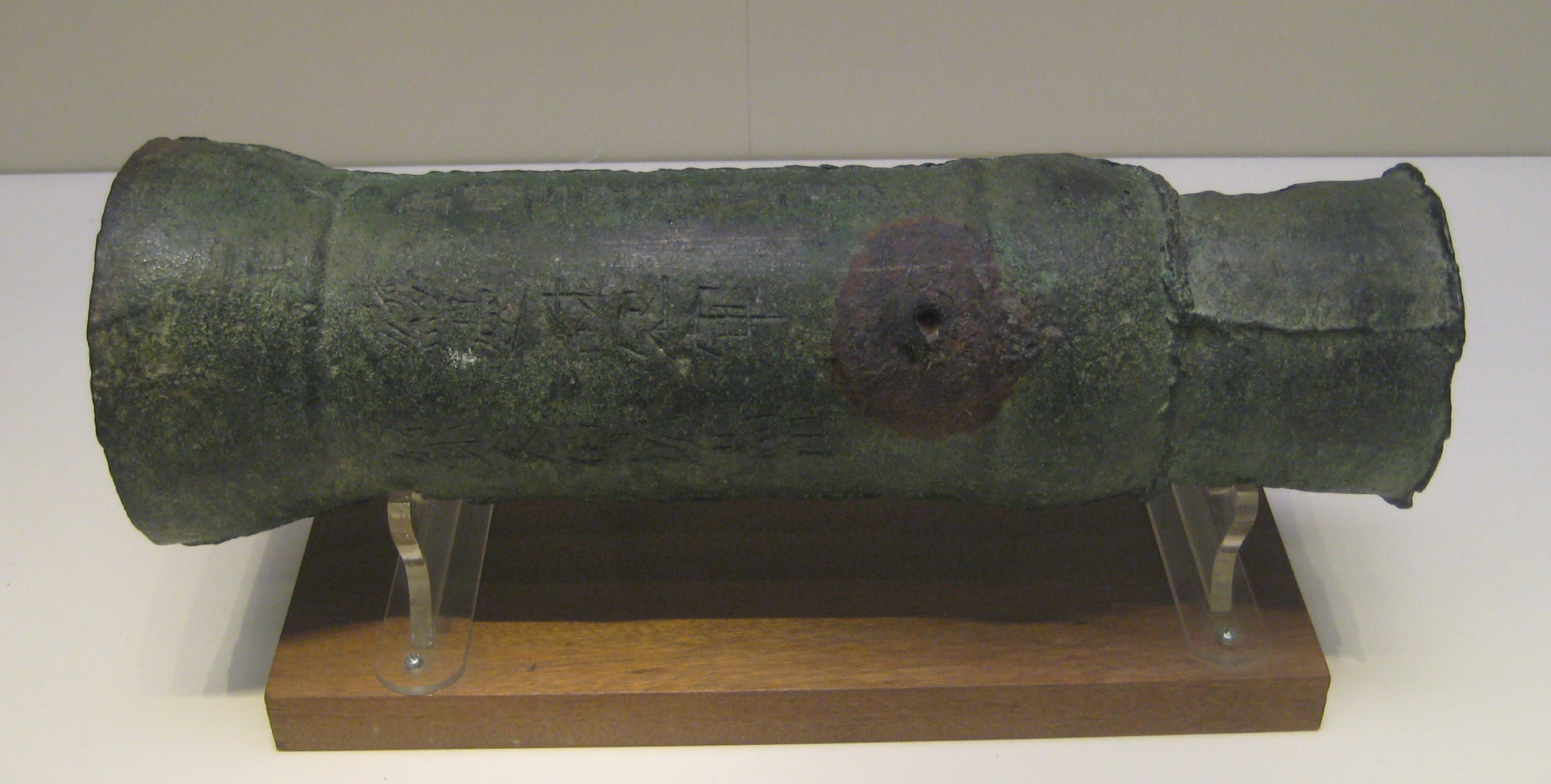
Бронзова гармата з зазначенням 3-го року ери Чжиюань (1332) династії Юань (1271—1368); її було знайдено в храмі Юньцзюй в районі Фаншань, Пекін, Китай в 1935.

Перше підтверджене джерелами свідчення, про застосування порохової артилерії на полі бою, стосується 28 січня 1132 року, коли генерал династії Сун Хань Шицзун використав ручні гарматки хуочун під час облоги міста Фуцзянь. Найвідоміша рання ручна гармата — переносна гармата Хейлунцзян — датується 1288 роком, вона була знайдена в монгольській Манчжурії. Перше відоме зображення гармати позначається 1326 роком. У власному вірші «Залізна гармата» Сянь Чжан в 1341 році писав, що ядро з вивергача «може пробити серце або живіт, коли влучає в людину чи коня, і навіть кількох людей одночасно».

## Застосування в ісламському світі
Араби отримали знання про порох після 1240-го але до 1280 року, коли було написано арабською мовою приписи щодо виготовлення порохів, настанови з очищення селітри та описи порохових зарядів.
Ахмад Ю. аль-Хасан зауважив, що в битві при Айн-Джалуті в 1260 р. мамелюки використали проти монголів «першу гармату в історії» з пороховими складовими, які були майже зразковими для вибухонебезпечного пороху, котрі ще не були відомі в Китаї та Європі. Однак Іктидар Алам Хан запевняв, що саме після навали монголів, ісламський світ дізнався про порох і стверджував, що мамелюки були проти перших стрільців у своїх лавах і це є прикладом того, що вогнепальну зброю не завжди схвалювали на Середньому Сході.
Аль-Хассан наводить слова Ібн Хальдуна, який повідомляв про використання гармат як облогової зброї маринідським султаном Абу Якубом Юсуфом під час облоги Сіджильмаси 1274 року. Війська Мехмеда II застосовували великі бомбарди під час облоги Константинополя 1453 року. Угорському гарматному інженеру Урбану приписують надання цих гармат з Центральної Європи, османському султану. Вона могла стріляти кам'яними ядрами на милю, а звук пострілу можна було почути на відстані в 16 км. Пізніше гармату було відлито з бронзи і вона складалася з двох частин: дульної частини та казенної частини, які були згвинчені разом. Для полегшення роботи з ними, застосовувалися важелі.

## Використання в Європі

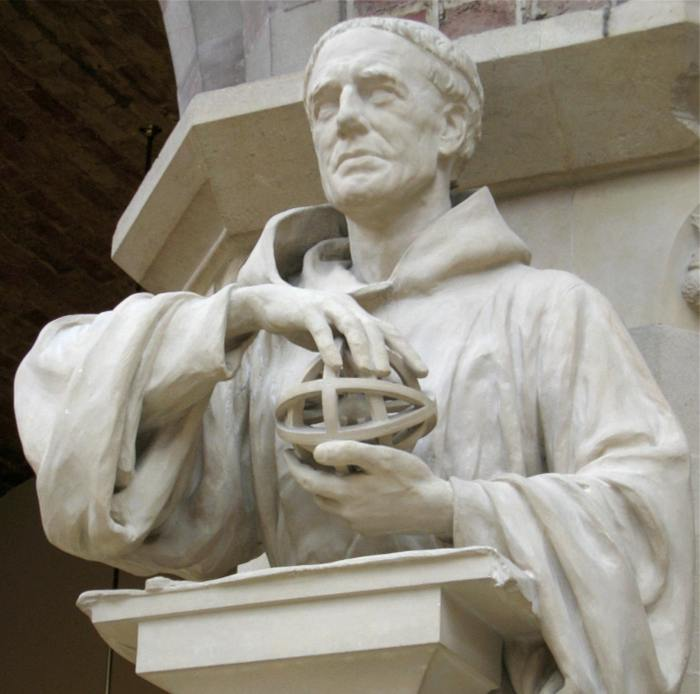
Роджер Бекон описав перший порох в Європі.

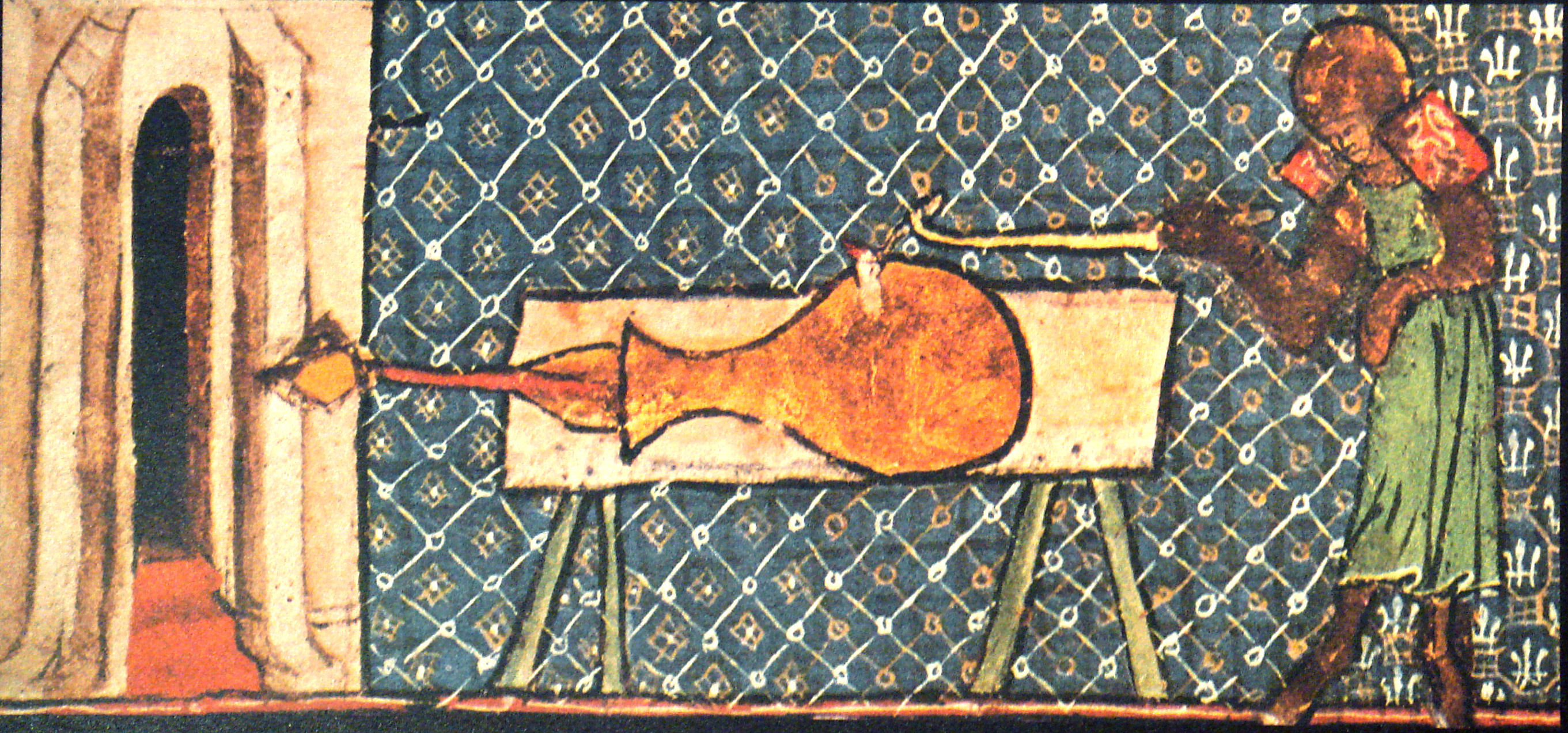
«Vaso», перше зображення європейської гармати, приблизно 1327, роботи Вальтера де Мілеймете

В Європі перші згадки про порох можна знайти у Роджера Бекона в праці «Opus Maior». Він описує складники пороху і визнає його військове застосування.
1250 року, в норвезькому творі Konungs skuggsjá, у військовому розділі, йдеться про використання «вугілля та сірки» як найкращої зброї у морській битві.

### Мусульмани та християни Іспанії
Стосовно облоги Аліканте 1331 року, іспанський історик Суріта писав: «нова машина викликала великий жах. Вона викидала залізні кулі з вогнем».
Хуан де Маріана зауважував, що в облозі Аліканте брали участь англійські граф Дербі та граф Солсбері, і могли перевезти знання про використання гармат до Англії.
На початку, іспанські королі користувалися допомогою маврів.

### Королівство Англія та Королівство Франція

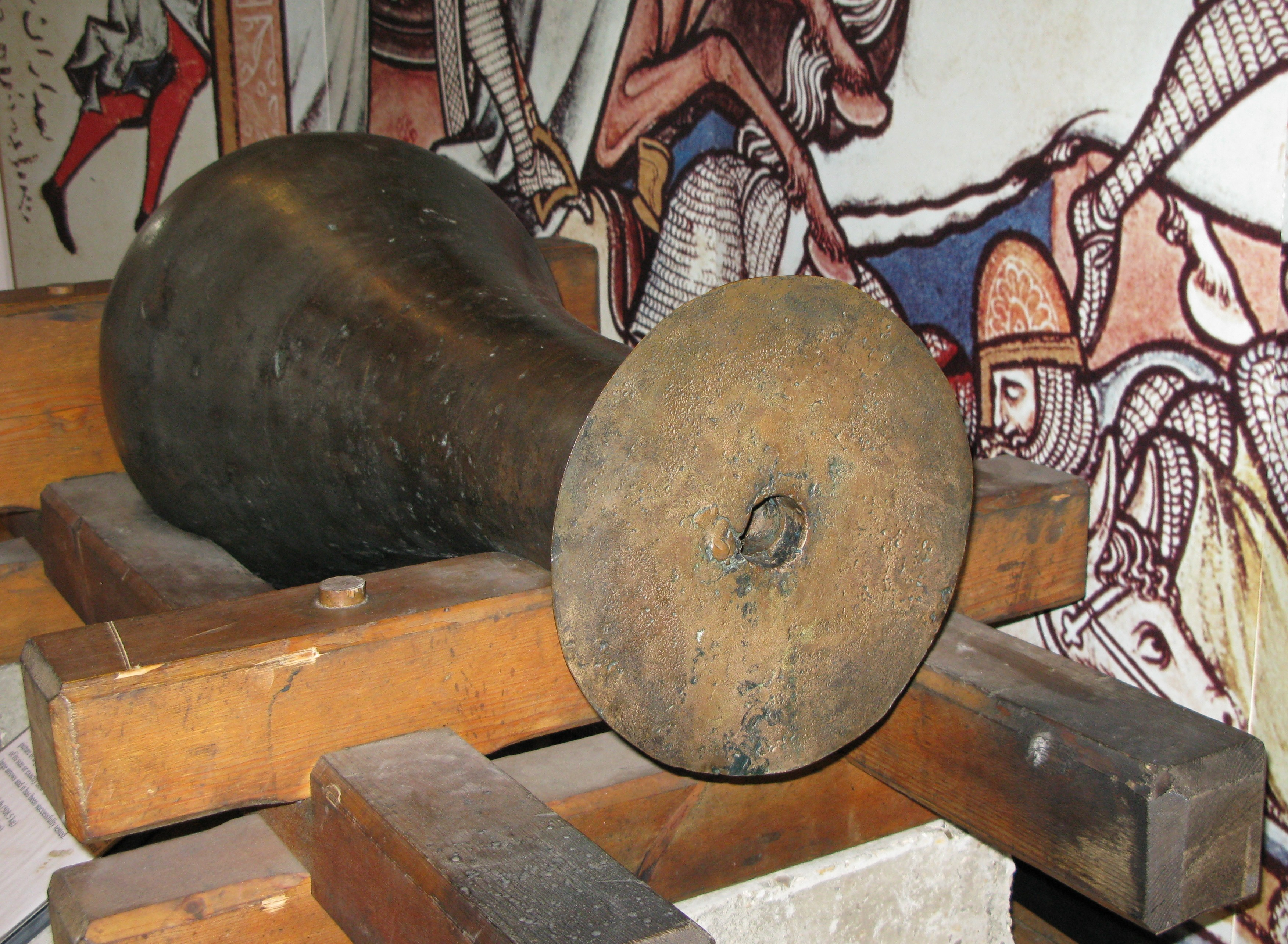
Відновлена вазо-подібна гармата pot-de-fer, яка викидала стріли.

Перші гармати були представлені в королівстві Англія в XIV столітті і є згадки про використання їх проти шотландців 1327-го. Першою металевою гарматою була pot-de-fer («залізний горщик»), вперше вона була зображена в манускрипті Волтера де Міламета, яка 1327 року, була представлена Едварду III, після його сходження на британський трон. В манускрипті зображено чотириногу стійку, яка тримає «опуклу пляшку», а стрілець стояв позаду із запальником. Болт стирчить з дула, але пиж не видно. Хоча жодні пояснення до зображення відсутні.
Цю зброю та іншу схожу, використовували французи та англійці під час столітньої війни (1337—1453), коли гармати вперше застосували на полі бою в Європі.
Протягом 1340-х років, гармати все ще залишалися рідкістю, тож їх використовували в невеликій кількості в кількох країнах. Англійці залучили «рибальди» під час підготовки до битви при Кресі в проміжок з 1345 по 1346 рік. Вважається, що вони стріляли великими стрілами та простими дрейфгагелями, але були настільки важливими, що керувалися Королівськім гардеробом (англ. Royal Wardrobe). Згідно зі свідченнями тогочасного літописця Жана Фруассара, англійська гармата зробила «два або три постріли по генуезцях», це значило, що було зроблено кілька одиничних пострілів з двох або трьох гармат, оскільки був потрібен час на перезаряджання. Флорентієць Джованні Віллані погоджувався, що гармати мали руйнівну силу на полі бою, до того ж він зазначає, що гармати продовжували стріляти по французькій кавалерії в битві.

## Досягнення в пізньому Середньовіччі

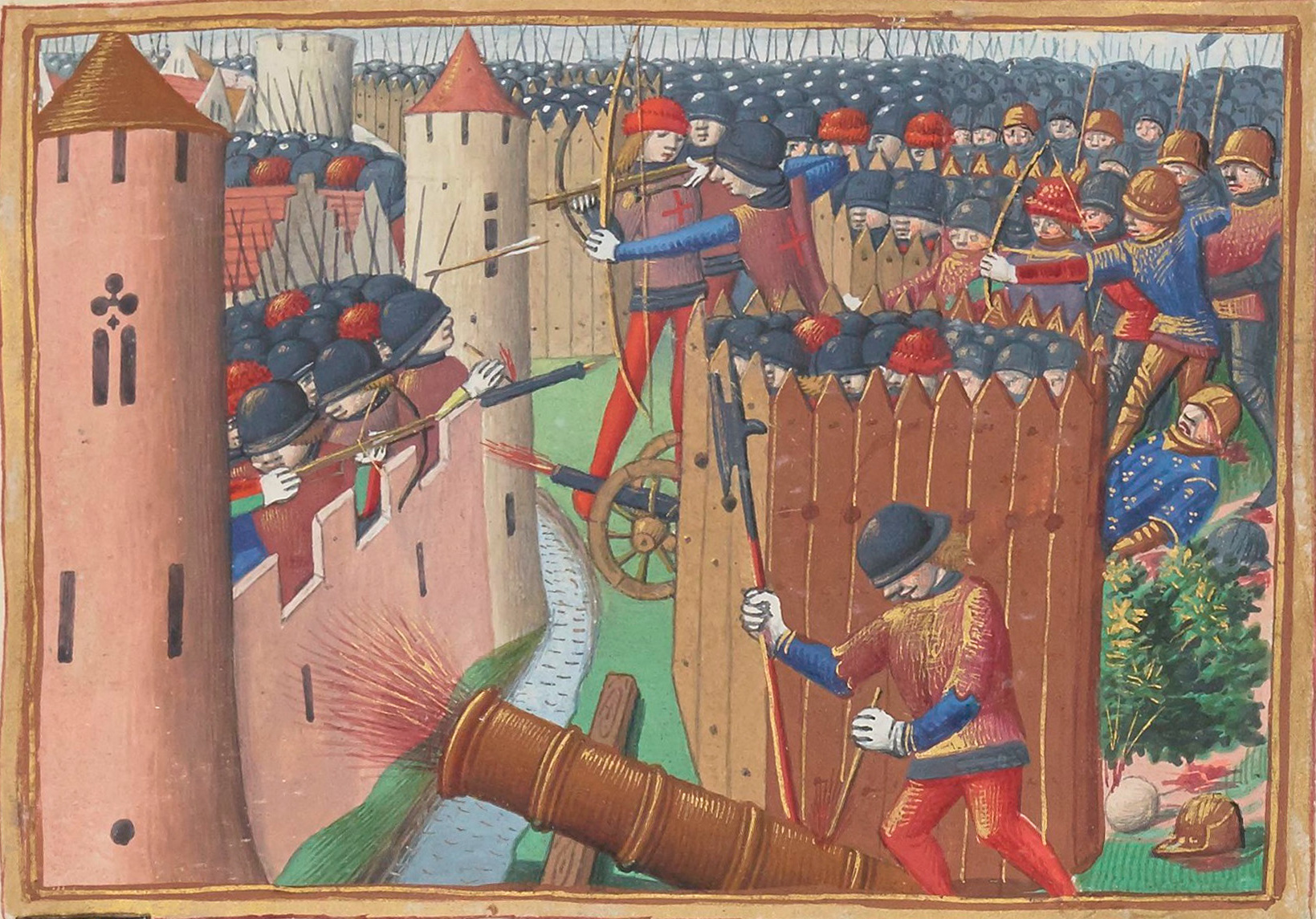
Зображення артилерії в облозі Орелана в 1429 (Марціал Овернський, 1493)

Схожі гармати застосовували при облозі Кале того ж року, а до 1380-х «рибадекін» почали встановлювати на колісні візки. Колісні гарматні візки увійшли в загальне використання до кінця XV століття, і часто відливалися з бронзи, замість скріплення залізних секцій разом. Але все ще залишалися перешкоди з пересуванням та використанням гармат, оскільки для перевезення великих гармат, потребувалися три дюжини коней та биків.
Іншою коротко-ствольною гарматою 14-го століття стала кулеврина, чия назва походить від змієподібних ручок, які вона мала. Це була перехідна зброя від ручної зброї до повноцінної гармати, і використовувалася як протипіхотна зброя. Кулеврини виковувалися з заліза і кріпилися до дерев'яного ложа. Її зазвичай клали на щось для пострілу.

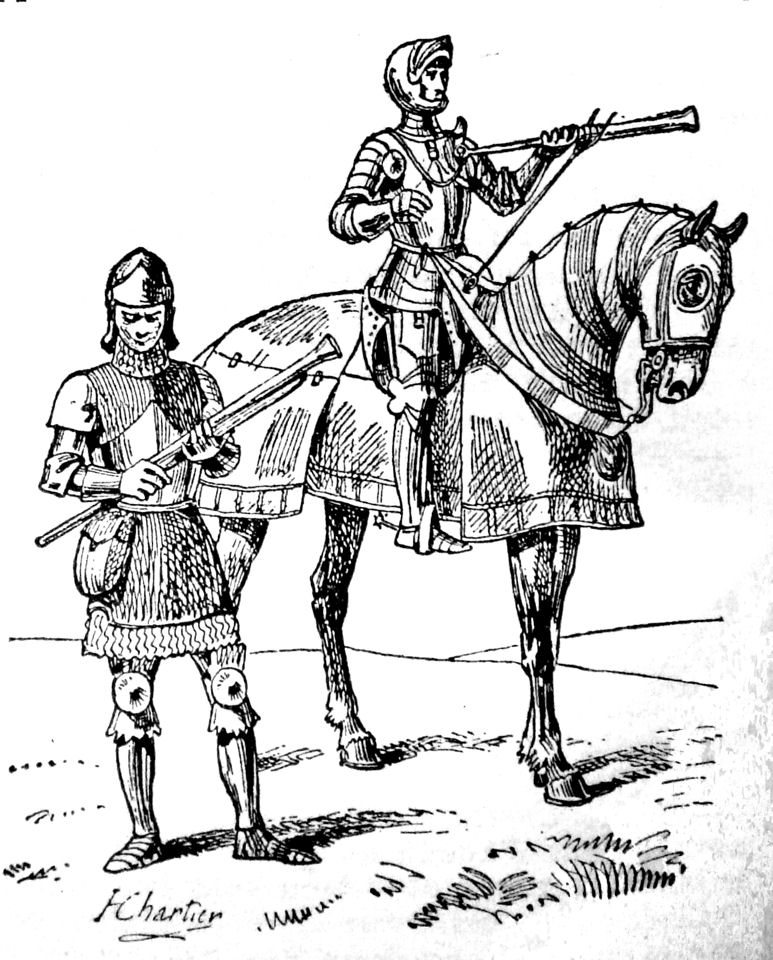
Кулеврини 15-го століття.

Кулеврини широко застосовували в битвах XV століття, особливо в бургундській армії. Як найменша середньовічна вогнепальна зброя, вона була відносно легкою та пересувною. Кулеврина стріляла кулями зі свинцю, який був недорогий відносно до інших доступних матеріалів.
Продовження розвитку артилерії XV століття призвело до появи дуже дієвих «бомбард» — раннього різновиду батарейних гармат, які використовували проти стін та башт. Їх застосовували як для оборони так і під час наступу. Замок Бамбург, який вважали неприступним, вдалося захопити після бомбардування 1464 року. Донжон в Варку, Нортумберленд описували 1517 року, як п'ятиповерхову будівлю, «де на кожному поверсі де було п'ять дір-вбивць, з великими камінними склепіннями, окрім одного поверху з дерева, що дозволяло стріляти з великих бомбард з кожного поверху.» Зразок бомбарди було знайдено в рові замку Бодіам, а її підробка зараз зберігається в замку.

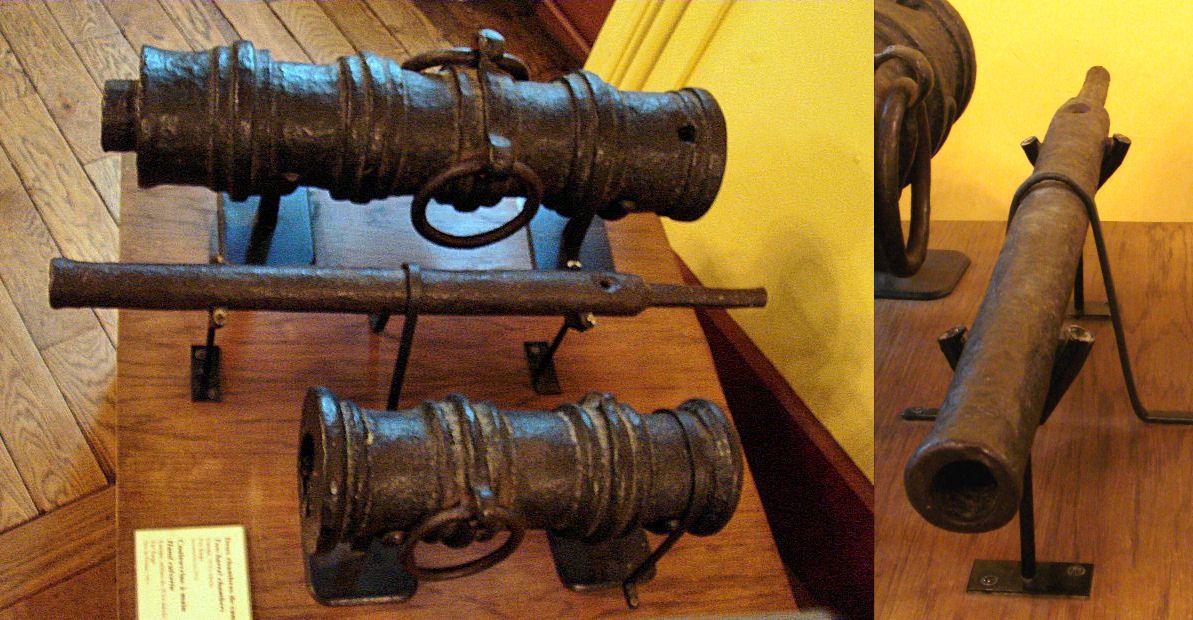
Ручна кулеврина (посередині) з двома невеликими гарматами, Європа, XV сторіччя.

Артилеристів зазвичай, набирали з ремісників. Майстером-стрільцем зазвичай був ливарник. Загалом майстри-стрільці відповідали за важкі гармати, і супроводжувалися ковалями, теслярами, виробниками канатів та візниками. Невеликі польові гармати керувалися тренованими волонтерами. У битві біля Флоддена, кожна гармата мала власну обслугу, артилеристів та візників, групу «піонерів», які прокладали шлях перед гарматою. Навіть з прокладеним шляхом, порохова суміш, яка була несталою, могла розкластися на сірку, нітрат калію та вугілля під час пересування.
Прибувши на місце, гармату встановлювали на земляній основі за дерев'яним хитним щитом, який захищав обслугу від ворожих стріл і міг підійматися і опускатися. Для зміни куту наведення використовували дерев'яні клини. Більшість середньовічних гармат були казнозарядними, хоча тоді все ще не було стандартизації за калібрами. Звичайне обладнання для заряджання складалося з мідної зарядної шуфлі, забивача та повстяної щітки або «губки». Разом з гарматою завжди стояло відро з водою. Змочені холодною водою шкури або тканину клали на ствол для його охолодження, крім того до води додавали кислоти для очищення ствола зсередини. Гаряче вугілля застосовували для нагріву ядра або для розжарення дроту запальника.
Деякі шотландські королі були дуже зацікавлені у виробництві гармат, зокрема нещасливий Яків II, який загинув від випадкового вибуху власної гармати в Роксбурзькому замку 1460 року. Mons Meg, яка походить приблизно з тих часів, є, мабуть, найвідомішою шотландською гарматою. Яків IV, який був першою постаттю шотландського відродження, хто захоплювався артилерією, як сухопутною, так і морською. До 1502 року, він створив шотландський флот, який мав велику кількість гармат — на флагмані, Great Michael, який було спущено на воду 1511, містилося 36 великих гармат, 300 менших гармат та 120 гармашів.

## Використання в Східній Європі
У Королівстві Польському перше бойове застосування артилерії, засвідчено в час безкоролів'я у битві під Пиздрами (1383).

### Українські землі
Докладніше див. Артилерія, Козацька гармата
В Україні, перші гармати з 6-ма бочками пороху, привіз король Володислав ІІ Ягайло до Львова (1394). Того ж року за наказом короля, львівський гармаш Зброжек доправив перші гармати і 6 бочок пороху до Кам'янця на Поділлі. До 1430 року, в місті Львові заклали арсенал, біля якого спорудили людвисарню (ливарню) для відливання гармат.

Перша згадка про застосування гармат запорозькими козаками сягає 1516 року. 

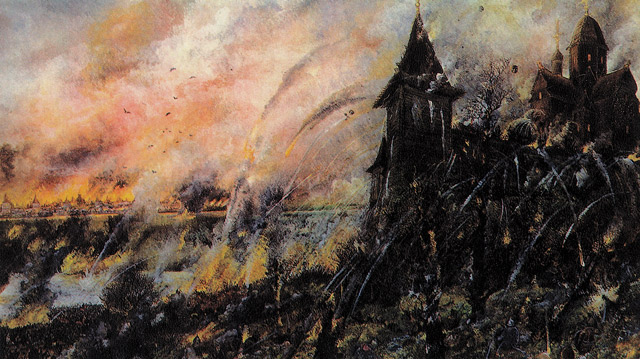
Розорення Москви Тохтамишем, 1382. В той час співіснували гармати та метальні машини.

### Московське князівство
Перші гармати (тюф'яки), з'явилися в Московському князівстві 1376 року як трофей після Московсько-булгарської війни, і на той час їх використовували як для облоги так і для захисту фортець. Найдавнішою, згаданою в літописах гарматою, є тюф'як (з дав.-тюрк., тур. tüfäk) — невелика гармата, схожа на гаубицю, яка стріляла картеччю. Їх застосовували для захисту Москви проти хана Тохтамиша 1382-го. Гармати співіснували разом з метальними машинами до середини 15-го століття, коли вони змогли перевершити метальні машини за руйнівною потужністю. 1446 року, московське місто було вперше обстріляно з гармат, хоча його стіни не були зруйновані. Проте лише 1475 року, цар Іван III заснував перший ливарний гарматний завод в Москві, отже саме з цього часу почався випуск гармат власного виробництва. Перша кам'яна стіна в Московії була зруйнована гарматним вогнем 1481 року.

Австрійський дипломат Зиґмунд Герберштайн, який побував в Москві 1517-го і 1526 роках, за великого князя Василія III Івановича, в своїх «Записках про московські справи» свідчить вже про досить широкий тамтешній розвиток артилерії:   
|  | Тепер у государя є гарматні ливарники — німці та італійці, які, крім пищалей (pixides) і гармат, відливають також залізні ядра, котрими користуються і наші правителі, але московити не вміють і не можуть користуватися цими ядрами в бою, оскільки у них все засноване на швидкості. Я не кажу вже про те, що московити, мабуть, не розрізняють відмінність гармат, або, кажучи точніше, їхнє призначення. Вони не знають, коли треба пускати в дію великі гармати, якими руйнуються стіни, а коли менші, що руйнують ворожий стрій і зупиняють його натиск. Це траплялося часто і в інший час, але особливо тоді, коли, за чутками, татари ось-ось збиралися обложити Москву. Тоді намісник наказав під сміх німецького гармаша, спішно поставити під воротами фортеці дуже велику гармату, хоча її навряд чи можна було б підкотити туди і в триденний термін — до того ж, вона першим же пострілом зруйнувала-б і звід, і (стіни) воріт. Це була стара штуковина на зразок мортири (Moerser), що багато років простояла без діла. У неї влазив цілий невеликий мішок пороху, а в жерлі могла випрямлено сидіти людина, настільки вона була велика і навіть, ще більше. |

### Візантійська та Османська імперії
Протягом 14-го століття, Візантійська імперія створювала власні гармати для захисту від загрози османів, від гармат середнього розміру довжиною в 91 см до гармат 10 дм калібру. Візантія мала лише кілька великих бомбард. Вперше артилерію використали проти османської імперії під час облоги Константинополя 1396 року. Ця гучна візантійська зброя, якою можливо керували генуезці або «франки» з Галати, змусила турків відступити.
Турки-османи використали вже власні гармати під час облоги 1422 року. Це були «фальконети», які були короткими, але широкими. Обидві сторони були на однаковому технологічному рівні, тому турки побудували барикади «щоб отримати… камені для бомбард.» Через економічні складнощі Візантії, папа Пій II сприяв тому, щоб європейські монархи пожертвували власні гармати. Будь-які гармати після облоги 1422-го, були подарунками європейських держав, і крім них жодних нових гармат у візантійському арсеналі не було.

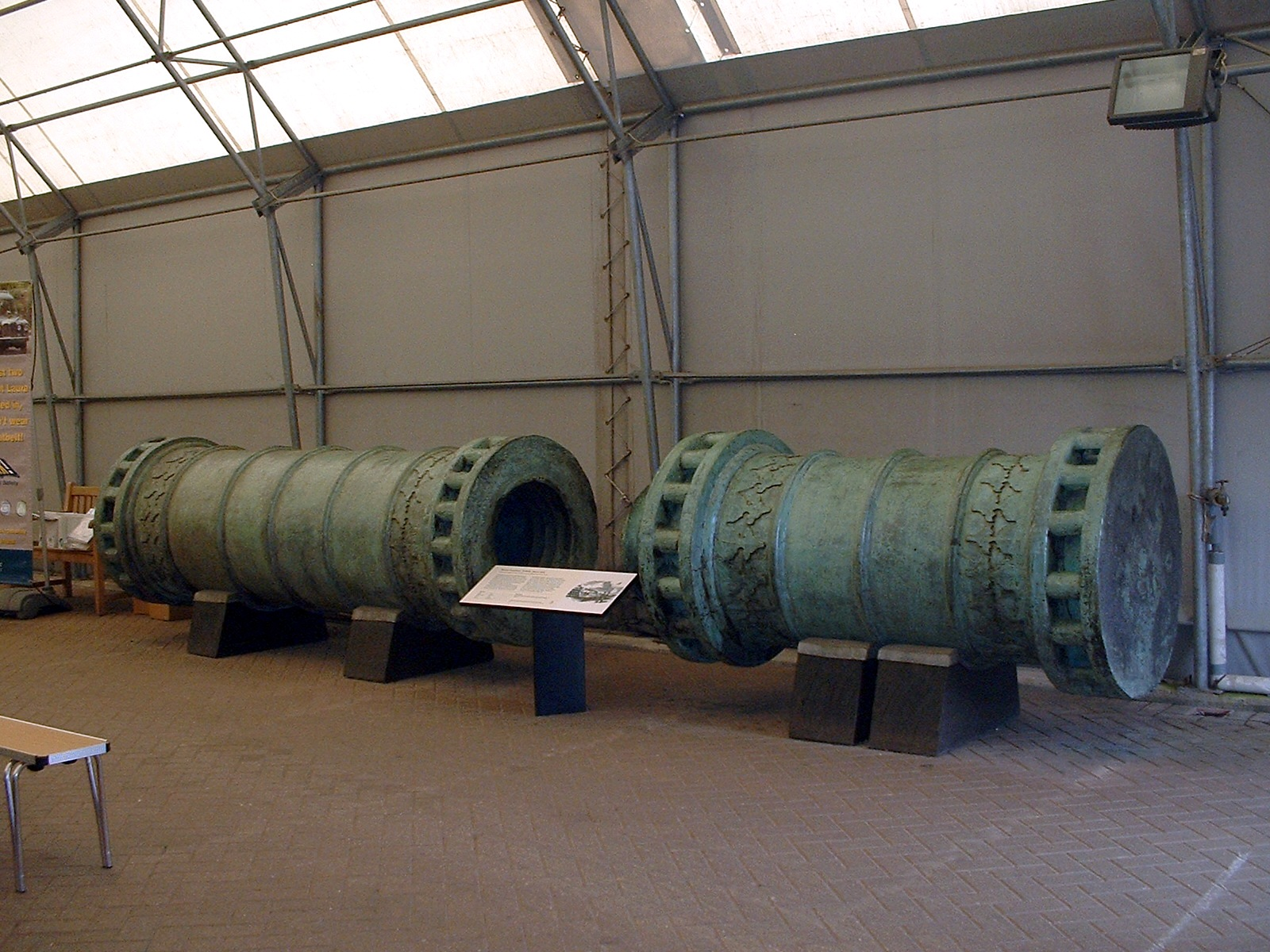
Базиліка, важка бронзова гармата, схожа на ті, що використовували в облозі Константинополю в 1453

Під час облоги Константинополя у квітні 1453 року, султан Мехмед II використовував 68 угорських гармат. Найбільша з яких мала довжину 7,9 м і важила 20 тонн. Вони стріляли кам'яними ядрами вагою 545 кг і потребували обслугу в 200 осіб. Дві таких бомбарди, які на той час були вершиною артилерійських технологій, пропонував угорський артилерійський знавець Урбан візантійцям; він вихвалявся, що гармати можуть зруйнувати «навіть стіни Вавилона». Проте, нездатність візантійців їх придбати, зазначають наскільки дорогими були ці гармати в той час. Крім того, такі гармати потребували 70 биків та 10000 осіб лише для пересування їх. Вони були дуже гучними, що впливало також на завзяття супротивника, а Мехмед вважав, що ті, хто почує ці гармати, будуть приголомшені.
55-денне бомбардування Константинополя залишило величезне руйнування, як згадував грецький літописець Критовул.
Візантійська протидійна артилерії могла допомогти їм відбити будь-який напад турків, що намагалися прорватися крізь зруйновані стіни. Проте, мури та вежі фортеці не були розраховані на встановлення гармат. Були навіть побоювання, що великі візантійські гармати заподіють більше шкоди власним стінам, ніж турецьким гарматам. Крім того, поява пороху зробила застарілим грецький вогонь, з кінцевим падінням найміцніших стін Європи 29 травня, тож «це було завершенням великої епохи».

## Гармати наприкінці Середньовіччя

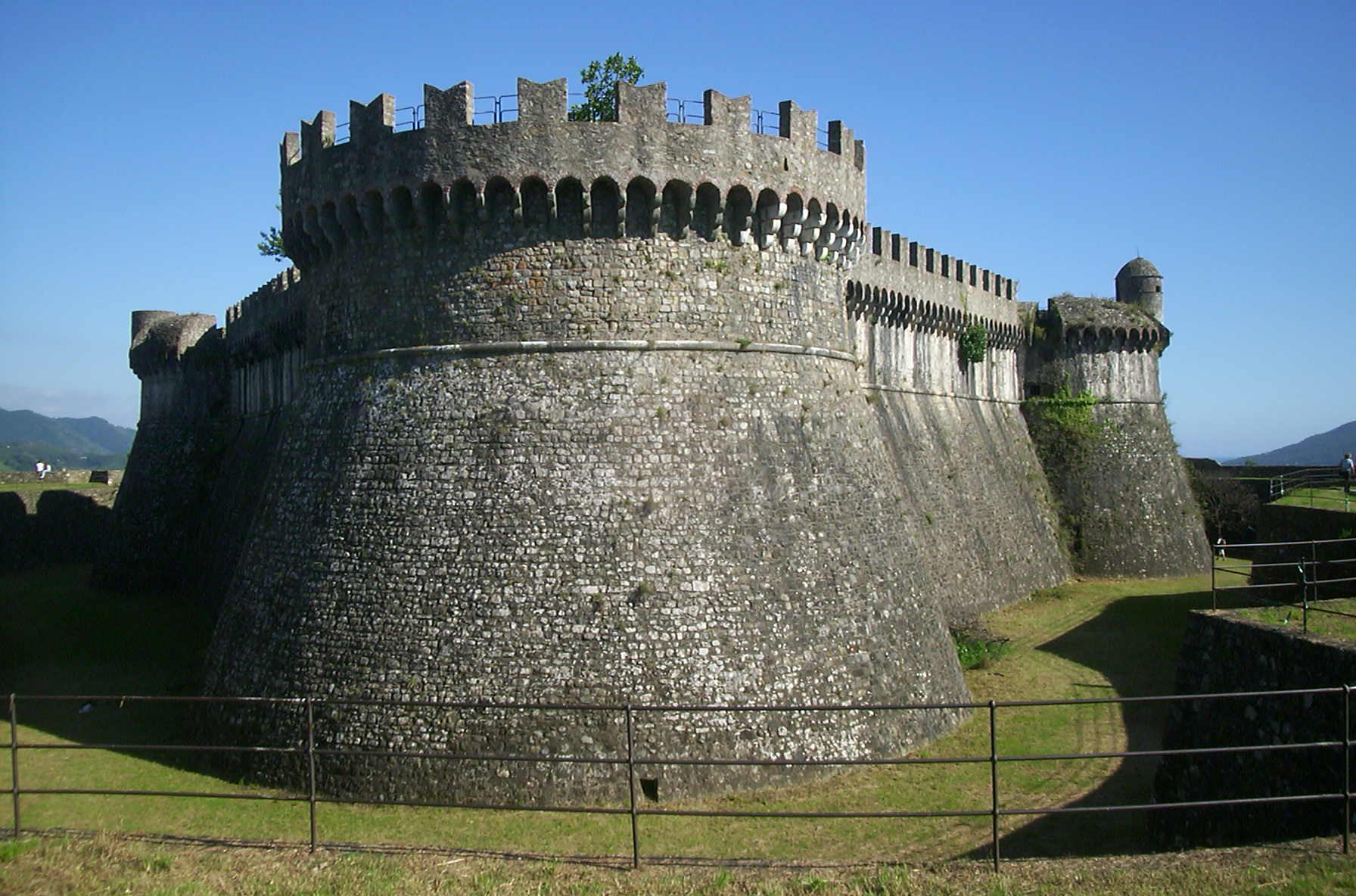
Округлі стіни замка Сарцана 14-го століття пристосовані до порохової зброї.

Розвиток гармат наприкінці Середньовіччя, обумовив зміни в облогову війну по всій Європі, де багато замків стали вразливими до вогню артилерії. Основною метою будування замкових мурів, були висота та товщина, але вони застаріли через вразливість до гарматних ядр.Тому неминуче, багато укріплень виявилися вразливими. Стіни та башти, згодом стали нижчими та ширшими, а до 1480-х років, набуло поширення так зване «італійське трасування», де використовували кутовий бастіон, як основу укріплення на багато століть вперед. Поява артилерії під час облоги в Середні віки, призвела до застосування геометрії у військовій архітектурі.
В 16-ому столітті англійський король Генрі VIII почав будувати артилерійські форти в часи між 1539 та 1540 роками, через загрозу вторгнення Франції й Іспанії. Їх будували в стратегічних точках для перших потужних гарматних батарей, наприклад, замок Діл, який був цілком симетричним, з низьким, круглим донжоном в центрі. В стінах було 200 гармат та гарматних амбразур. По суті форт був вогневою платформою, форма дозволяла вести вогонь різними напрямками; його низькі криволінійні бастіони були розроблені для відбивання ядр.
Для захисту від артилерійського та рушничного вогню, почали широко використовувати земляні, цегляні та кам'яні бруствери та редути, наприклад, геометричні фортеці 17-го століття французького інженера маркіза де Вобана. Хоча замки як фортифікаційні споруди застарівали через швидкий розвиток артилерії протягом 14-го століття, багато середньовічних замків ще могли «протистояти» артилерії в 17-му столітті під час англійської громадянської війни.